# Лорна (фильм)
«Лорна» (англ. Lorna) — американский независимый драматический эротический фильм 1964 года, снятый в жанре «сексплуатация».

## Сюжет
Рекламный слоган фильма гласил: «Без художественной капитуляции, без компромиссов, без вопросов и извинений был создан важный фильм: Лорна — женщина, которой слишком много для одного мужчины».
Слоган ленты гласит: «Всё ещё удивляетесь, почему жёны изменяют?»
В начале ленты появляется бородатый незнакомец («Божий человек»),который предупреждает, что всем приходится отвечать за свои поступки.
Лорна — сексуально неудовлетворённая домохозяйка, недавно вышедшая замуж за Джима, шахтёра на соляной шахте, который учится, чтобы стать сертифицированным аудитором. Она не получает от мужа такого сексуального удовлетворения, какого ей бы хотелось.
Однажды Лорна отправляется искупаться нагишом на реку. За этим подглядывает сбежавший преступник по имени Марк Брэдли. Когда девушка выходит из воды, он хочет её изнасиловать; Лорна сначала сопротивляется, но потом сама желает секса с незнакомцем, для чего приглашает его к себе домой (муж на работе). Однако Джим возвращается домой раньше, причём в отвратительном расположении духа, так как коллеги отпускали шуточки насчёт красоты и неверности его жены, и о его слабости в постели. Застав любовников в недвусмысленном положении, муж убивает обоих.
В конце ленты снова появляется «Божий человек», который напоминает зрителю о неизбежности расплаты за грехи.
Все события происходят в один день — в годовщину свадьбы Лорны и Джима.

## В ролях
- Лорна Мейтленд[англ.] — Лорна, сексуально неудовлетворённая домохозяйка[3]
- Марк Брэдли — беглый преступник (в титрах — The Convict, то есть «заключённый, осуждённый»)[4]
- Джеймс Ракер — Джим, муж Лорны, шахтёр[3]
- Хэл Хоппер — Лютер
- Док Скортт — Джона
- Алтея Куррье[англ.] — Рути
- Фред Оуэнс — Эзра
- Фрэнк Болджер — Сайлас
- Кен Паркер — рыбак
- Джеймс Гриффит — «Божий человек»[4] (грозный проповедник)[3]

## Создание

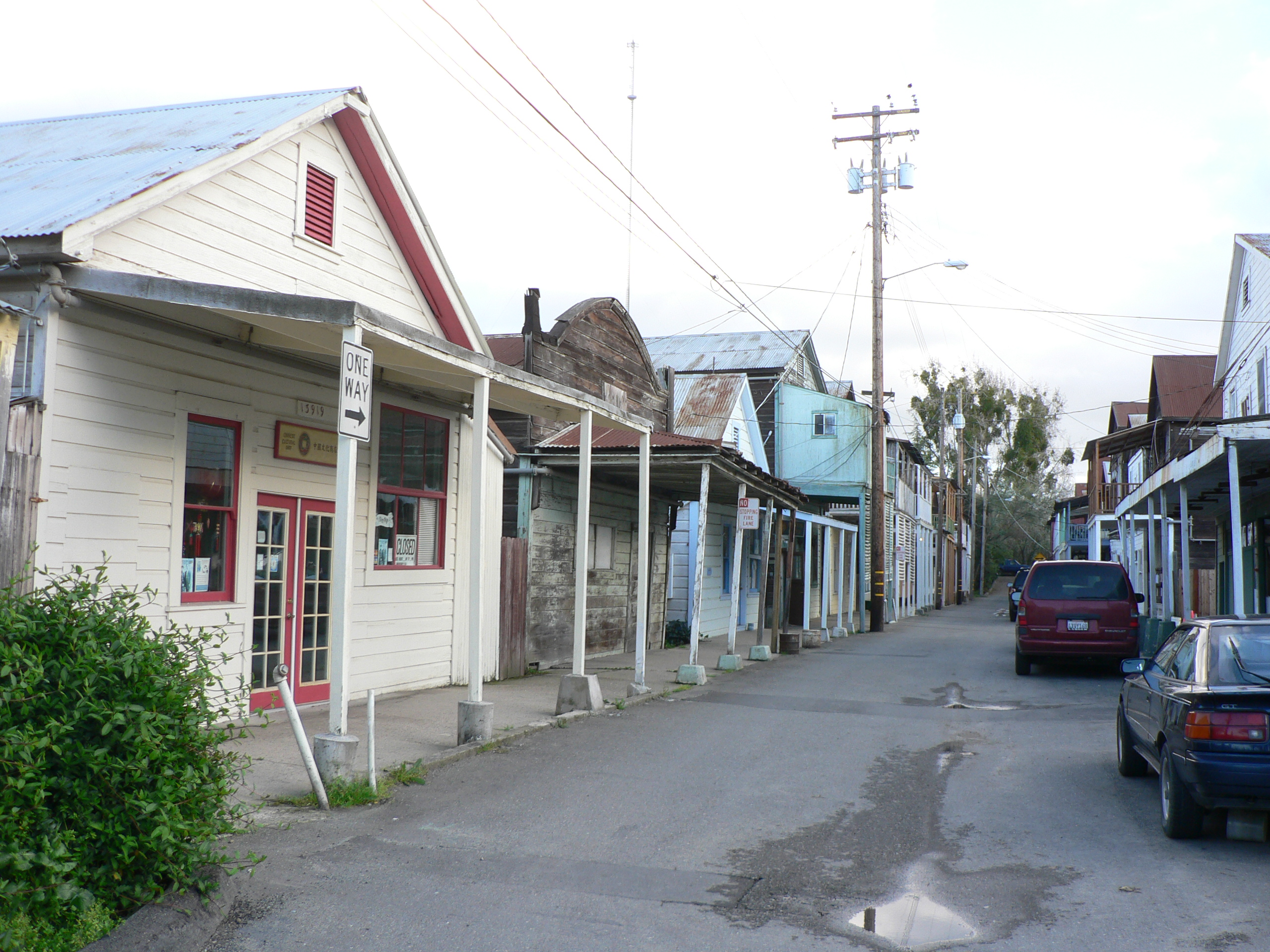
Мэйн-стрит посёлка Лок (Калифорния), где прошла основная часть съёмок.

Сценарий был написан Джеймсом Гриффитом за четыре дня. «Лорна», с бюджетом 37 000 долларов (почти 328 000 долларов в ценах 2022 года), стала самой дорогой, на тот момент, картиной Расса Мейера. Также этот фильм стал одним из последних его эротических фильмов: далее режиссёр стал снимать «более серьёзное кино». «Лорна» — первая лента Мейера, снятая на 35-мм киноплёнку.
Первоначально Расс Мейер хотел взять на главную роль Марию Андре, которую снял ранее в своём фильме Heavenly Bodies!, но ему показалось, что грудь актрисы недостаточно велика. Жена и бизнес-партнёр режиссёра, Ив Мейер, нашла для съёмок подходящую девушку по имени Барбара Энн Попджой, Расс дал ей сценический псевдоним Лорна Мейтленд, и именно она исполнила главную роль. Во время съёмок актриса была беременна на третьем месяце (родив, она отдала ребёнка на усыновление).
Лента была снята в чёрно-белом варианте в сентябре 1963 года за десять дней в основном на главной улице посёлка Лок в Калифорнии.
Премьера фильма состоялась 11 сентября 1964 года в кинотеатре Art Theater Guild's Kiva Theater (город Скотсдейл, штат Аризона) и более нигде в США он широко не демонстрировался. Месяц спустя лента вышла в широкий прокат в Японии, в августе 1965 года — в ФРГ, в августе 1966 года — в Финляндии, в 1969—1970 годах — в Дании, Канаде и Исландии. 16 января 1966 года состоялась премьера картины в Великобритании, но только в кинотеатрах города Блэкберн, а 5 января 1969 года — только в кинотеатрах города Гован.

## Критика
Сам Мейер описал свой фильм как «жестокое исследование важных реалий власти, пророчества, свободы и справедливости в нашем обществе на фоне насилия и похоти, где простота — всего лишь фасад». Позднее он говорил: «Это был прорыв в то, что я называю „квази-иностранный фильм“… Я хотел создать „Горький рис“ в Америке… Нравоучительная пьеса! Добро против зла! Невероятно сложенная Лорна Мейтленд, невинный муж, адвокат дьявола! В конце концов она заплатила за свои грехи тем, что ей вонзили щипцы для колки льда в эту вздымающуюся грудь». Ещё позднее, в 1973 году, он сказал: «если я делал сцену изнасилования, мне казалось, что это ужасно эротично и возбуждающе. Сегодня это не поразило бы меня так же. Я бы, наверное, отнёсся к этому гораздо более нелепо, более возмутительно. Но опять же, даже тогда я делал это, потому что у меня всегда была женщина, изнасилованная в самых сложных обстоятельствах: в болоте, или в шести футах воды, или на песчаной дюне. Я думаю, что мои насмешки над сексом были именно такими. Я смотрел на секс в каком-то юмористическом, возмутительном ключе».
Критики говорили про Мейтленд: «распутница несравненных эмоций… безудержная приземлённость…, призванная установить новый стандарт сладострастной красоты».
«Лорну» называют «женской версией „Тома Джонса“».
Фильм преследовался за непристойность в штатах Мэриленд, Пенсильвания и Флорида, однако имел большой успех в автокинотеатрах, а также иногда демонстрировался в артхаусных кинотеатрах.
Los Angeles Times: «…ужасный вкус и ни капли таланта…»